# 辽东半岛

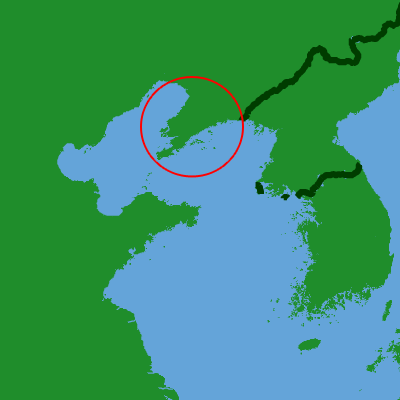
辽东半岛位置

辽东半岛是中国第二大半岛，位于辽宁省南部。它的北面边界是鸭绿江口与大辽河口的联线，其它三面临海。千山山脉从南至北纵贯整个半岛，最高点步云山高1,131米。半岛沿海地带是平原，海中有很多岛屿，著名的有小龙岛，蛇岛 (中国)，长山群岛等等。由于海洋气候影响半岛上冬暖夏凉，夏季是避暑胜地。重要的城市有大连市、营口市、丹东市等。

## 城市群
辽东半岛城市群指位于辽东半岛15个城市集合。包括1个副省级城市大连市，以及鞍山市、丹东市、营口市、辽阳市和盘锦市5个地级城市，及其所辖瓦房店市、普兰店市、庄河市、海城市、东港市、凤城市、盖州市、大石桥市和灯塔市9个县级城市。

## 辽东历史

### 高句丽与辽东

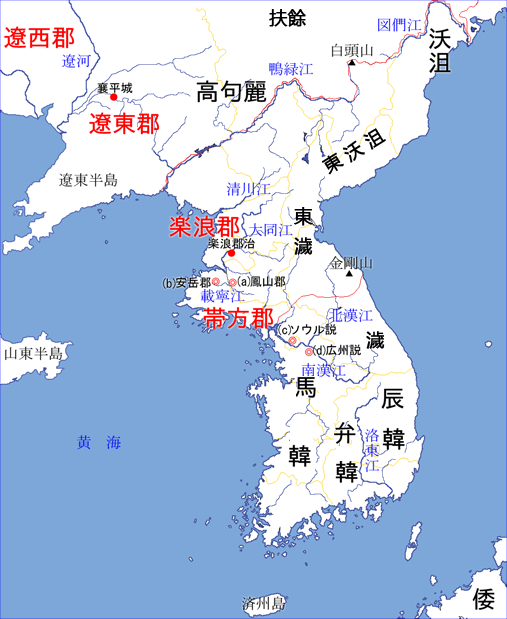
广义的辽东包括朝鮮半岛北部

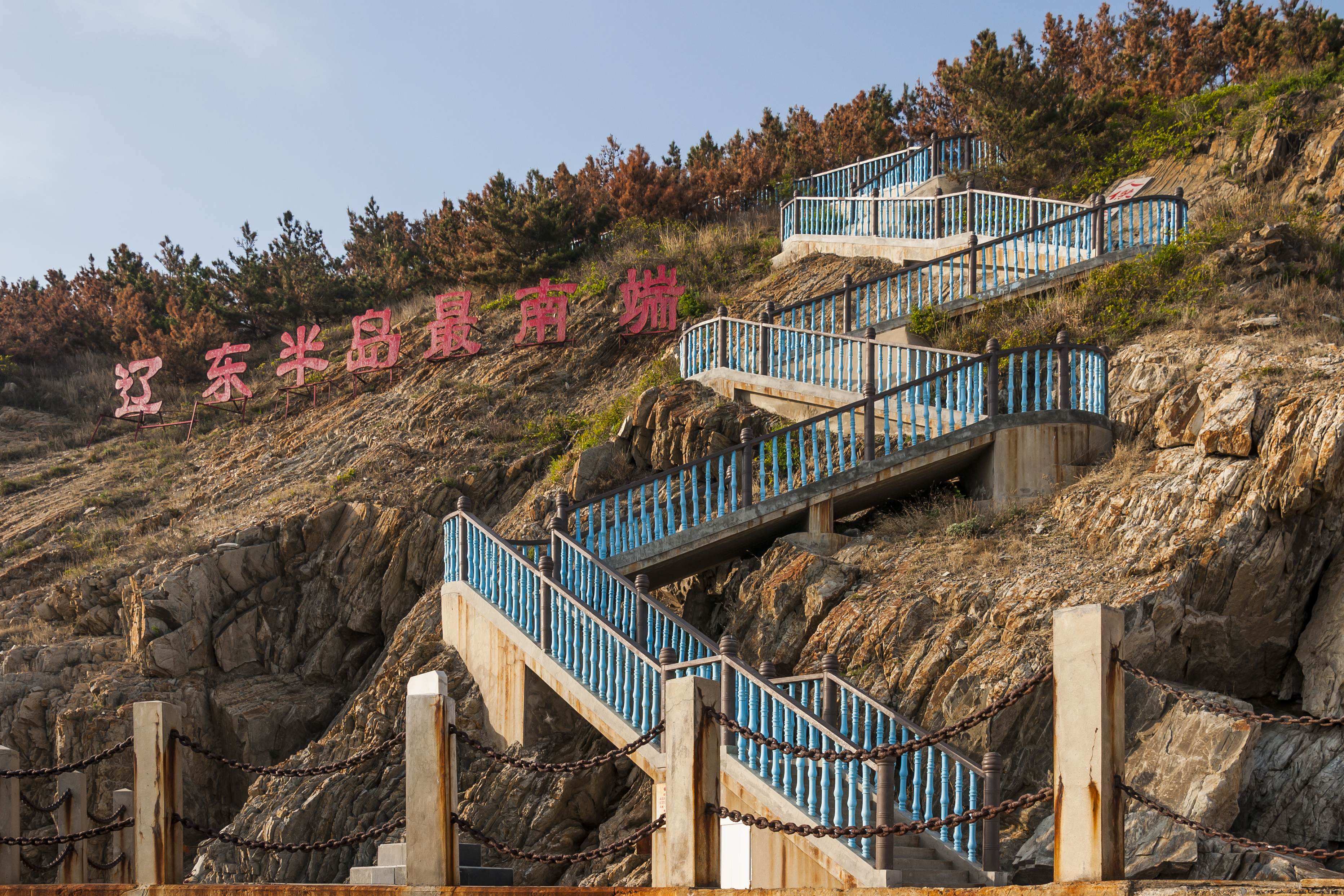
辽东半岛最南端

隋朝的统治者认为“高丽之地，本孤竹国也。周代以之封于箕子，汉世分为三郡，晋世亦统辽东。今乃不臣，别为外域，故先帝疾焉，欲征之久矣”（《隋书·裴矩传》
也有文献表明高句丽人自称为辽东人，辽东也是高句丽国的代称，很多高句丽人的称为“辽东平壤人”、“辽东三韩人”
。
唐朝裴矩、温彦博等大臣也提出“辽东之地，周为箕子之国，汉家玄菟郡耳！魏、晋已前，近在提封之内，不可许以不臣”(卷61)

### 三韩与辽东
三韩一般为古代朝鲜半岛南部的马韩、辰韩、弁韩之总称，后泛指朝鲜。但是在一些汉人史书或者小说笔记中也常指代辽东其他民族。
在唐朝时一些投靠唐朝的高句丽族或者靺鞨族将领也在历史上被称为‘三韩贵种’，如李多祚。辽开泰（公元1012—1020年）中，辽圣宗伐高丽，以俘户置高州，又以其中三韩遗员置三韩县，属中京道。金属北京路大定府，址在今之内蒙古赤峰市东。顾炎武《日知录·外国·三韩》条谓：“今人谓辽东为三韩者，……原其故，本于天启初失辽阳以后，奏章之文遂有谓辽人为三韩者，外之也。今江人乃以之自称，夫亦自外也矣。”
“古营州”人，“三韩人”在辽金以后的中国东北文人笔下乃指辽东。清以来，常以“三韩”作辽东之代称。如曹寅祖籍辽阳，韩炎《有怀堂文稿》卷六《织造曹使君寿序》谓“以余所见，三韩曹使君子清，乃诚善读书者”，可为例证。

### 清朝与辽东
清朝施行因俗而治的地方行政制度，本意在於對不同的民族分而治之，以维护滿族的絕對统治。然而事实上，一些地区本为汉族所有，却列为其它民族居住区。例如辽东自戰國以来就是汉族的傳統居住的地區，但清入關后驱除了那里的汉人，并把其列为禁地，禁止汉人进入。清朝中后期开始大量关内民族开始奔赴辽东。

## 经济
温暖的气候使半岛成为良好的水果出产地。产物有苹果，梨，桃，山楂等。其它农作物有玉米，稻，高梁，大豆，花生等。半岛上产煤。柞蚕茧产量占全国的三分之二。